# توماس دي كورتيه
توماس دي كورتيه (31 مارس 1988 بإيتربيك في بلجيكا - ) هو لاعب كرة قدم بلجيكي في مركز الدفاع. لعب مع أغوف أبيلدورن ورويال أنتويرب وليرس وK. Lyra-Lierse Berlaar ‏.

## روابط خارجية
- توماس دي كورتيه على موقع قاعدة بيانات كرة القدم.إي يو (الإنجليزية)
- توماس دي كورتيه على موقع Soccerway.com (الإنجليزية)